# كارل شتاينبرغ
كارل شتاينبرغ (بالألمانية: Karl Steinberg)‏ هو مبرمج ألماني، ولد في 15 أبريل 1952 في كوسفلد في ألمانيا.